# Kamenný vrch (kulle i Tjeckien, Olomouc)
Kamenný vrch är en kulle i Tjeckien.   Den ligger i regionen Olomouc, i den östra delen av landet, 190 km öster om huvudstaden Prag. Toppen på Kamenný vrch är 955 meter över havet, eller 323 meter över den omgivande terrängen. Bredden vid basen är 4,4 km.
Terrängen runt Kamenný vrch är huvudsakligen kuperad.Runt Kamenný vrch är det ganska glesbefolkat, med 25 invånare per kvadratkilometer. Närmaste större samhälle är Šumperk, 9,2 km väster om Kamenný vrch. I omgivningarna runt Kamenný vrch växer i huvudsak blandskog.